# Бунт на Сторожевой
Бунтът на Сторожевой е въоръжена проява на неподчинение на група съветски моряци срещу режима на Леонид Брежнев в СССР през 1975 г.
„Сторожевой“ е фрегата от Балтийския флот на Съветския съюз, базирана в Рига. На 9 ноември на фрегатата избухва бунт, начело със заместник-командира по политическата част капитан III ранг Валерий Саблин. Той иска да изрази протест срещу корупцията и упадъка на съветското общество при управлението на Брежнев, като изкара „Сторожевой“ от Рижкия залив, навлезе с него в Ленинград по река Нева и като се изправи до крайцера „Аврора“ да отправи по радиото и телевизията обръщение към народа.
В обръщението Саблин има намерение да заяви публично, че революцията и родината са в опасност, властите са затънали в корупция, демагогия и лъжи и водят страната към пропаст, а възвишените идеали са били изоставени. Иска да призове за възраждане на ленинските принципи за справедливост.

## Бунтът
Вечерта на 9 ноември Саблин заключва капитана на фрегатата в каютата му. По време на бунта на всички моряци от екипажа, които не желаят да участват, се позволява да се заключат в каютите си, за да не бъдат замесени. Същевременно мичман, който се противопоставя на бунта, успява да скочи през борда, да доплува до сушата и да съобщи за бунта. На самия кораб младши офицер се измъква от ареста и предава по радиото сигнал за тревога.

## Преследването
Когато Брежнев научава за бунта на „Сторожевой“, нарежда корабът да бъде потопен. На корабите от Балтийския флот е заповядано да търсят фрегатата, но екипажите на част от тях отказват да участват в преследването, тъй като са наясно, че ще трябва да убиват свои другари – моряци и съотечественици. При това положение Брежнев нарежда в хайката да се включат и съветските военновъздушни сили. Има сведения, че част от пилотите също отказват да влязат в сражение със съветски кораб.
При залавянето ѝ на 50 морски мили от Ленинград фрегатата е преследвана от 10 самолета и 9 кораба. Саблин нарежда на екипажа да се предаде, след като в близост до кораба предупредително са пуснати няколко бомби. Фрегатата е щурмувана от съветски командоси, като целият екипаж е пленен. Впоследствие всички, с изключение на Саблин и неговия близък привърженик Александър Шеин, са освободени.
9 мес. след бунта – през май 1976 г. Валерий Саблин е изправен пред военен трибунал и на 16 юли е признат за виновен в „измяна на Родината“. Разстрелян е на 3 август същата година. Шеин получава 10-годишна присъда. Дела се водят още срещу 6 офицери и 11 мичмани, но всички са оневинени.

## Заблудите на Запад
Заблудите на Западния свят по отношение на събитията на „Сторожевой“ започват, когато шведските военноморски сили изпадат в тревога, забелязвайки, че почти целия Балтийски флот на СССР се движи в бойна готовност и с голяма скорост на Запад. Швеция смята, че това е началото на въоръжено нападение от страна на Съветския съюз.
Впоследствие, след края на бунта, се разбира, че „Сторожевой“ се е движел на запад, следван от преследващите го кораби и самолети, за да бъде заловен. Това кара западняците да смятат, че Саблин е искал да дезертира в Швеция заедно с целия си екипаж. Всъщност движението на запад (а заедно с него и прекосяването на държавната граница на СССР) се налага заради особеностите на релефа на Рижкия залив. За да се тръгне на североизток към Ленинград, трябва да се заобиколят от западната им страна островите в северната част на Рижкия залив.
Част от заблудите на Запад включват и данните, че всички 82 моряци, намиращи се на фрегатата, са били разстреляни от съветските власти.
В крайна сметка съветското ръководство решава, че ще бъде в интерес на авторитета на СССР бунтът наистина да бъде признат за опит за дезертьорство, а не за връщане към ленинските ценности, и не опровергава заблудата им. Реалните данни за събитията от 9 ноември 1975 г. излизат наяве след промените от 1989 г.

## Игрален филм
Заблудата за целта на бунта на „Сторожевой“ става основа на сюжета на филма „Ловът на Червения октомври“ на Том Кланси, в който екипажът на съветска подводница иска да емигрира в САЩ.